# 亞謝爾卡
46°38′43″N 31°41′41″E / 46.64528°N 31.69472°E
亞謝爾卡（烏克蘭語：Яселка），是烏克蘭南部的村莊，隸屬尼古拉耶夫州的尼古拉耶夫區。該村面積0.4平方公里，海拔高度14米，2001年人口325，人口密度每平方公里812.5人。